# Marie-Pierre Parent
Marie-Pierre Parent (* 15. Mai 1982 in Joliette) ist eine frühere kanadische Biathletin.
Marie-Pierre Parent lebt in Joliette und trainierte in Shannon. Sie startete für Biathlon Courcelette und wurde von Daniel Lefebvre trainiert. Ihre ersten internationalen Rennen bestritt sie im Rahmen der Junioren-Weltmeisterschaften 2003 in Kościelisko, wo sie 43. des Einzels wurde, 55. des Sprints, 48. der Verfolgung und mit Louise Weber und Zina Kocher in der Staffel Siebte. In Brusson nahm sie 2004 an ihren ersten Rennen im Biathlon-Europacup teil und gewann als 13. des Sprints und 21. der Verfolgung sofort die ersten Punkte. Der anschließend geplante Weltcupstart in Ruhpolding kam zunächst nicht zustande, erfolgte dann aber kurz darauf in Antholz. Ihr erstes Einzel beendete Parent als 63. Es folgte die Teilnahme an den Biathlon-Weltmeisterschaften 2004 in Oberhof, wo die Kanadierin 69. im Einzel und 78. des Sprints wurde. Ihr international bestes Ergebnis erreichte Parent beim vorolympischen Testwettkampf auf den späteren olympischen Rennstrecken in Cesana San Sicario mit einem fünften Platz im Sprint. Früh in der Saison 2004/05 erreichte die Kanadierin mit Platz 54 in einem Einzel am Holmenkollen in Oslo ihr bestes Ergebnis bei einem Weltcuprennen. In Hochfilzen nahm sie an den Biathlon-Weltmeisterschaften 2005 teil, wo die Ränge 80 im Einzel, 65 im Sprint und mit Sandra Keith, Zina Kocher und Martine Albert elf im Staffelrennen zustande kamen. Höhepunkt der Karriere wurden die Olympischen Spiele in Turin. Parent kam in drei Rennen zum Einsatz. Im Einzel wurde sie 77., im Sprint 76. und als Schlussläuferin der Staffel erreichte sie mit Keith, Kocher und Albert den 17. Rang. Letztes Großereignis wurden die Biathlon-Weltmeisterschaften 2007 in Antholz, bei denen die Kanadierin 73. des Einzels wurde, im Sprint auf den 63. Platz kam und mit Kocher, Keith und Sonya Erasmus im Staffelrennen 14. wurde. Nach der Saison beendete Parent ihre Karriere.

## Biathlon-Weltcup-Platzierungen
Die Tabelle zeigt alle Platzierungen (je nach Austragungsjahr einschließlich Olympische Spiele und Weltmeisterschaften).
- 1.–3. Platz: Anzahl der Podiumsplatzierungen
- Top 10: Anzahl der Platzierungen unter den ersten zehn (einschließlich Podium)
- Punkteränge: Anzahl der Platzierungen innerhalb der Punkteränge (einschließlich Podium und Top 10)
- Starts: Anzahl gelaufener Rennen in der jeweiligen Disziplin

| Platzierung         | Einzel | Sprint | Verfolgung | Massenstart | Staffel | Gesamt |
| ------------------- | ------ | ------ | ---------- | ----------- | ------- | ------ |
| 1. Platz            |        |        |            |             |         |        |
| 2. Platz            |        |        |            |             |         |        |
| 3. Platz            |        |        |            |             |         |        |
| Top 10              |        |        |            |             | 1       | 1      |
| Punkteränge         |        |        |            |             | 10      | 10     |
| Starts              | 11     | 24     |            |             | 10      | 45     |
| Stand: Karriereende |        |        |            |             |         |        |